# Harry Jørgensen
Harry Jørgensen, danski veslač, * 7. december 1945, Gammel Haderslev.
Jørgensen je bil veslač danskega dvojca s krmarjem, ki je na Poletnih olimpijskih igrah 1968 v Mexico Cityju osvojil bronasto medaljo. Njegova soveslača takrat sta bila brata Preben in Jørn Krab.